# Gijs Nelemans
Gijsbert Akijo (Gijs) Nelemans (Paramaribo, 24 juli 1971) is een Nederlandse sterrenkundige. 

## Loopbaan
Nelemans promoveerde in 2001 aan de Universiteit van Amsterdam, onder begeleiding van Ed van den Heuvel en Frank Verbunt. Hierna deed hij een postdoc aan de Universiteit van Cambridge. In 2004 kwam hij terug naar Nederland voor een postdoc aan en de Universiteit Nijmegen. Daar werd hij in 2006 benoemd tot universitair docent en in 2009 tot universitair hoofddocent. Nelemans ontving diverse beurzen van de Nederlandse Organisatie voor Wetenschappelijk Onderzoek, onder andere een Veni in 2004, een Vidi in 2008 en een Vici in 2016.
Sinds februari 2017 is hij hoogleraar zwaartekrachtgolf astrofysica aan de Radboud Universiteit Nijmegen. Tevens was hij daar hoofd van de afdeling sterrenkunde van 2017 tot 2021. Daarnaast is hij sinds 2011 bijzonder hoogleraar hoge-energie-astrofysica aan de KU Leuven. Hij onderzoekt de evolutie van dubbelsterren en bronnen van zwaartekrachtsgolven zoals voor de LIGO en Virgo detectoren en de LISA ruimtemissie. 
Planetoïde (12940) Gijsnelemans is naar hem vernoemd.

## Publicatie
White dwarfs, black holes and neutron stars in close binaries, 2001, Amsterdam (proefschrift)